# Caritas (Jan Van Delen)
Caritas is een door Jan Van Delen uit wit marmer gehouwen beeld en bevindt zich in afwachting van de restauratie van de Sint-Ursulakapel in het Museum voor Schone Kunsten van Brussel. Het werk werd in 2012 verworven door de Koning Boudewijnstichting via zijn Erfgoedfonds.

## Context
Het wit marmeren beeld werd vervaardigd door Jan van Delen, medewerker en schoonzoon van Lucas Faydherbe. Het werk werd gemaakt op bestelling van graaf Lamoraal II Claudius Frans, graaf van Thurn en Tassis als onderdeel van een beeldengroep voor zijn nieuwe grafkapel in de Zavelkerk van Brussel. Het beeld behoort zo tot een van de vier beelden die oorspronkelijk werden opgesteld in octagonale nissen van de Sint-Ursulakapel. In 1795 verdween het werk wanneer het door Franse revolutionairen werd ontvreemd. In 1815 werd het werk echter niet teruggegeven.
De beeldengroep werd in 2012 in de hal van een appartement in Parijs (her-)ontdekt en vervolgens in Londen geveild. De Koning Boudewijnstichting slaagde erin het werk te kopen en het zo na twee eeuwen terug te brengen naar Brussel, zijn oorspronkelijke en bedoelde locatie.

## Iconografie
Het beeld in wit Carrera-marmer stelt Caritas of De (Goddelijke) Liefde voor. In dit beeld wordt Caritas verpersoonlijkt als jonge vrouw met twee putti. Door de posities die de verschillende personages aannemen ontstaat er een visuele driehoeksverhouding die het verhaal beklemtoont. De ontblote borst van de vrouwenfiguur refereert naar de schenking van de moedermelk en de moederliefde. De compositie en thematiek van Caritas is geliefd zowel in de schilder- als beeldhouwkunst.

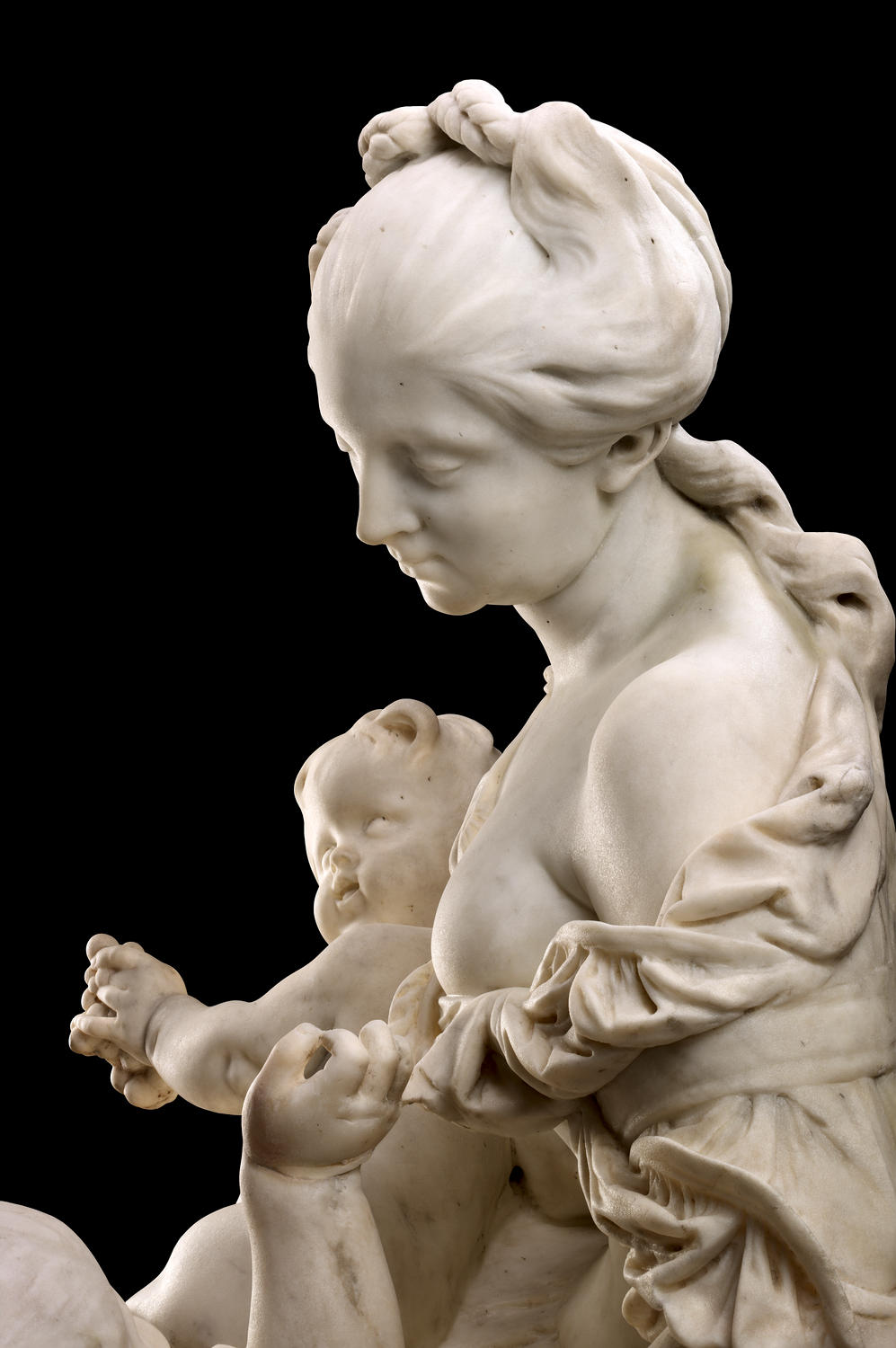
Detail met ontblote borst en naar het kind toe gerichte blik van de vrouwenfiguur.